# Nidicola
Nidicola is een geslacht van wantsen uit de familie bloemwantsen (Anthocoridae). Het geslacht werd voor het eerst wetenschappelijk beschreven door Harris & Drake in 1941.

## Soorten
Het genus bevat de volgende soorten:

- Nidicola aglaia Drake & Herring, 1964
- Nidicola engys Drake & Herring, 1964
- Nidicola etes Drake & Herring, 1964
- Nidicola jaegeri Peet, 1979
- Nidicola marginatus Harris & Drake, 1941
- Nidicola mazda Herring, 1966
- Nidicola mitra Drake & Herring, 1964